# Vražja utroba
Vražja utroba roman je Ive Brešana, dio trilogije koju, uz ovaj roman, čine i djela Astaroth te Država Božja 2053. Astaroth je pritom prikaz totalitarizma u prošlosti, Država Božja 2053. u budućnosti, a Vražja utroba u sadašnjosti.

## Radnja
Radnja započinje pronalaskom nepoznatog trupla u rijeci s napisanom porukom:
Ako me netko nađe mrtva, neka ne pokušava utvrditi tko sam. Jer ja sam Nitko. Onaj tko odbaci sve što čovjeka čini čovjekom ne pripada više ljudskoj zajednici niti nosi ljudsko ime. Molim vas jedino, ako imam uopće pravo išta tražiti, da moje ostatke spalite i raznesete na vjetru. No moja vam duša neće moći zahvaliti, jer sam je još za života izgubio.
Ivo Brešan potom nas vodi u novi svijet, opisujući usporedne živote mnogih likova, a usredotočava se na Joséu, Argentincu hrvatskog porijekla koji od oca doznaje da je židovsko zlato, oteto im u doba NDH, zakopano u nepoznatoj pećini na Velebitu, takozvanoj Vražjoj utrobi, o kojoj su isprepletene brojne legende i priče da je ukleta.
José tako slučajno i neslučajno skuplja sve veći krug oko sebe te na kraju uspijeva pronaći pećinu uz pomoć misterioznog Urbana Tomaša, a ondje se vraća sa šestero ljudi: Agneza, Židovka koja je radila za Mossad; Čagalj, saborski zastupnik; Kaliterna, vrhunski alpinist, Žmuda, bivši policajac i sadašnji kriminalac; Laginja, poznati speleolog te Urban Tomaš, misteriozan čovjek.
Na posljetku pronađu zlato, kombinirajući vještine sviju prisutnih, ali zbog potresa nisu mogli izaći iz pećine te pokušavaju pronaći izlaz. U narodu se vjerovalo da je pećina ukleta. Pronalaze i kosture brojnih ljudi koji su prije u njoj zapeli. Ubrzo se jednom po jednom prikazuju halucinacije te ih ostaje samo četvero: José, Tomaš, Čagalj i Žmuda koji igraju ruski rulet, da bi kanibalistički zbog nedostatka hrane, što je inducirao Tomaš, žrtvovali jednog za "dobrobit sviju". Sve to vrijeme svi su sudionici ekspedicije sumnjičili Tomaša da su ga već vidjeli, a on se ponašao sve čudnije i čudnije. Na posljetku jedini preživjeli, ispod otvora na stropu koji je bio izlaz što ga je bilo nemoguće dostići, ostaju José i Tomaš. Tomaš mu govori da on nije ništa drugo nego drugi dio njega samog te da se sve svelo na borbu dviju polovica jednog čovjeka, ali da je on jači. Potom jednostavno nestane, a José odluči igrati na sve ili ništa, kako mu je i Tomaš rekao da pokuša, preplivati kroz morski tunel koji su pronašli. Prije zarona napiše oproštajnu poruku, zgrožen zbog svih događaja, i zaroni pokušavajući se osloboditi Vražje utrobe.

## Vanjske poveznice
- Prikaz knjige Vražja utroba  Arhivirana inačica izvorne stranice od 15. veljače 2008. (Wayback Machine)